# Trattamento sanitario obbligatorio
Il trattamento sanitario obbligatorio (abbreviato con l'acronimo T.S.O.) è un trattamento sanitario, applicato in Italia, con il quale una persona è sottoposta a cure mediche a prescindere dalla sua volontà; esso è regolamentato dall'articolo 33 della legge n. 833 del 23 dicembre 1978 «Norme per gli accertamenti e i trattamenti sanitari volontari e obbligatori», in sostituzione della precedente legge n. 180 del 13 maggio dello stesso anno (la cosiddetta Legge Basaglia).

## Contenuto
È un atto composito, di tipo medico e giuridico, che consente l'effettuazione di determinati accertamenti e terapie. Risulta frequentemente attuato in ambito psichiatrico, qualora un soggetto affetto da malattia mentale che, anche se in presenza di alterazioni psichiche tali da richiedere urgenti interventi terapeutici, rifiuti il trattamento (solitamente per mancanza di consapevolezza di malattia). Il trattamento sanitario obbligatorio implica nella sua attuazione complessi risvolti giuridici e quando si applica in psichiatria anche possibili conseguenze psicologiche e fisiche. Oltre che in psichiatria, il T.S.O. può essere attuato in alcuni particolari contesti legati alla prevenzione delle malattie infettive e veneree o alle malattie professionali.

## Fondamento costituzionale
Il secondo comma dell'articolo 32 della Costituzione Italiana prevede un importante principio da rispettare nella tutela della salute degli individui: 
Nessuno può essere obbligato a un determinato trattamento sanitario se non per disposizione di legge. 
La legge non può in nessun caso violare i limiti imposti dal rispetto della persona umana.»

## Competenze e casi di applicazione
Il concetto di T.S.O. psichiatrico basato su valutazioni di gravità clinica e di urgenza e, quindi, inteso come una procedura esclusivamente finalizzata alla tutela della salute e della sicurezza del paziente, ha sostituito la precedente normativa del 1904 riguardante il "ricovero coatto" (legge n. 36/1904), basato sul concetto di "pericolosità per sé e per gli altri e/o pubblico scandalo", concetto maggiormente orientato verso la difesa sociale.
Il T.S.O. viene disposto dal sindaco del comune presso il quale si trova il paziente, su proposta motivata da due medici, di cui almeno uno appartenente alla ASL territoriale del comune stesso; può essere eseguito sia in ambito ospedaliero sia presso l'abitazione o altra sede. La procedura impone, infine, la convalida del provvedimento del sindaco da parte del giudice tutelare di competenza.
Il T.S.O. ospedaliero viene disposto qualora il paziente:
- necessiti di trattamenti sanitari urgenti;
- rifiuti il trattamento;

- non sia possibile prendere adeguate misure extraospedaliere.

Il T.S.O., che si deve svolgere nel rispetto della dignità della persona e dei diritti civili e politici, può essere trasformato, in qualunque momento, in ricovero volontario su richiesta del paziente; viene mantenuto anche, per quanto possibile, il diritto alla libera scelta del medico e del luogo di cura. Nei soggetti affetti da patologie psichiatriche, la legge indica la scelta del luogo di ricovero nei reparti di psichiatria esistenti negli ospedali pubblici, i cosiddetti Servizi Psichiatrici di Diagnosi e Cura, o SPDC.
Nessun trattamento può essere imposto senza che la persona venga ascoltata e informata.
La Conferenza delle regioni e delle province autonome, insieme a chiarimenti su caratteri giuridici e procedurali nell'applicazione del T.S.O., nell'aprile 2009 ha proposto alcune indicazioni tese alla possibilità di effettuare trattamenti (o accertamenti) sanitari obbligatori extraospedalieri, qualora sussistano i due criteri sopra citati, ma non il terzo.

### Durata
Il T.S.O. ha una durata massima di sette giorni, ma può essere prorogato più volte, qualora vi sia la necessità, con una richiesta di prolungamento da parte del sanitario che ha in cura il soggetto diretta al sindaco del Comune che ha firmato l'ordinanza (art. 3, legge n. 180/1978).

## Richiesta di risarcimento
La limitazione impropria della libertà personale, in particolare a persona incensurata e/o non socialmente pericolosa per le cose e persone altrui, è oggetto di risarcimento del danno patrimoniale (Corte Cass. Civ. Sezioni Unite, 5 dicembre 1987, n. 9096):